# João de Gótia
João de Gótia (em grego:  ᾿Ιωάννης ἐπίσκοπος τῆς Γοτθίας, transl.: Iōánnēs epískopos tēs Gotthiás; século VIII, Partenit, Crimeia, Império Bizantino (provavelmente) - c. 791, Amástris, Império Bizantino) foi um godo da Crimeia, bispo metropolitano de Doros, e líder rebelde que derrubou e expulsou brevemente os cazares de Gótia em 787. Ele foi canonizado como um santo ortodoxo.
João de Gótia nasceu em uma família gótica da Crimeia, filho de Leão e Fotina, em Partenit, Crimeia, onde cresceu para se tornar bispo. João foi em peregrinação a Jerusalém e ficou lá por três anos. De lá, ele se tornou bispo na Geórgia em 758 até retornar a Gótia e se tornar bispo metropolitano de Doros.
Em 787, João liderou uma revolta contra a dominação cazar de Gótia. A guarnição cazar e Tudun foram expulsas de Doros, e os rebeldes tomaram as passagens nas montanhas que levavam ao país. Os cazares, no entanto, conseguiram retomar a cidade em menos de um ano, e João foi preso em Fulos. Mais tarde, ele conseguiu escapar e buscou refúgio em Amástris, no Império Bizantino, onde morreu em 791. Seus restos mortais foram levados para casa, para uma igreja na montanha Aiu, Partenit, Crimeia  onde um memorial para ele foi construído. João foi canonizado como santo pela Igreja Ortodoxa. Seu dia memorial é 26 de junho.